# Темна матерія

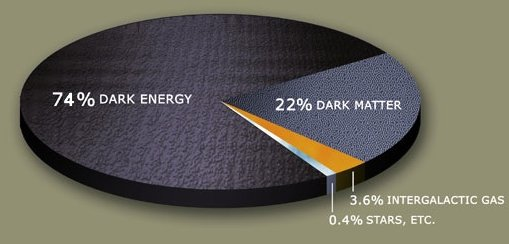
Склад Всесвіту за даними супутника WMAP

Темна матерія — один із компонентів Всесвіту, існування якого виявлено лише за гравітаційним впливом на видиму матерію і на реліктове випромінювання, оскільки вона не випромінює і не розсіює електромагнітне випромінювання, а також не бере участі у сильній (ядерній) взаємодії. Припущення про її існування необхідне для пояснення розбіжностей між:
- масами галактик, скупчень галактик та всього Всесвіту, виміряних за їхніми динамічними характеристиками
- масами видимої у них матерії — зір, газу й пилу з міжзоряного та міжгалактичного середовища.

На основі спостережень структур більших за розмірами галактик та їхній інтерпретації у рамках теорії Великого Вибуху встановлено, що темна матерія становить 26,8 % від сумарної густини Всесвіту. Для порівняння, звичайна речовина становить лише 4,9 % від сумарної густини Всесвіту, решта густини — 68,3 % припадає на темну енергію. Якщо не брати до уваги темну енергію, то темна матерія становить близько 80 % від густини матерії Всесвіту, а звичайна (видима) матерія становить лише близько 20 %.
Темна матерія займає простір і має масу, але не взаємодіє зі світлом, тому її важко виявити, її природа невідома. Науковці припускають, що це можуть бути невідомі частинки, які рідко взаємодіють зі звичайною матерією. Вперше про її існування заговорили в 1930-х роках, коли астроном Фріц Цвікі спостерігав незвично швидкий рух галактик у скупченні Волосся Вероніки. У 1970-х Віра Рубін підтвердила її існування, досліджуючи обертання окремих галактик. Станом на початок ХХІ століття вважається, що темна матерія утворює гравітаційну структуру, яка пронизує Всесвіт, і дослідження її складу тривають.

## Походження назви
Термін «темна матерія» запропонував Фріц Цвіккі 1934 року для позначення невидимої маси, на існування якої вказували виміряні орбітальні швидкості галактик у скупченнях.

## Властивості темної матерії

### Температура
У більшості теорій генерації темної матерії передбачається, що на ранніх стадіях еволюції Всесвіту частинки темної матерії перебували в кінетичній рівновазі зі звичайною речовиною — баріонами, електронами та фотонами, які на той момент утворювали єдине середовище. У певний момент часу, за певної температури Td, вони вийшли з рівноваги й відтоді поширюються вільно. Залежно від співвідношення цієї температури та маси частинок темної матерії її поділяють на «гарячу», «холодну» і «теплу».

#### Гаряча темна матерія
Якщо в момент виходу з рівноваги з баріонною речовиною маса частинок темної матерії не перевищувала відповідну температуру середовища, {\displaystyle M_{X}\leq T_{d}} тобто вони були релятивістськими, і ця маса була меншою за 1 еВ, таку темну матерію називають гарячою. Від теплої темної матерії, для якої також {\displaystyle M_{X}\leq T_{d}}, але {\displaystyle M_{X}\geq 1{\text{ эВ}}}, вона відрізняється тим, що гаряча темна матерія залишалася релятивістською й до моменту переходу від радіаційно-домінованої до пилоподібної стадії еволюції Всесвіту, що відбувся за температури {\displaystyle T_{eq}=1{\text{ эВ}}}. Це важливо, оскільки ріст збурень густини відбувається на цих стадіях по-різному й суттєво залежить від того, чи є темна матерія на пилоподібній стадії релятивістською.
У Всесвіті первісно існували малі за амплітудою неоднорідності густини темної матерії, і був період, коли частинки темної матерії були релятивістськими й поширювалися вільно (це відбувалося в діапазоні температур https://wikimedia.org/api/rest_v1/media/math/render/svg/c23716d442ae0dcfa09ad0db2cee6076f8cfac8e). Рухаючись майже зі швидкістю світла, вони швидко залишали області з підвищеною та заповнювали області зі зниженою густиною (у межах поточного космологічного горизонту). У результаті цього процесу вільного перемішування (англ. free streaming) неоднорідності густини темної матерії з розмірами меншими за поточний горизонт згладжувалися. Оскільки вільне перемішування припинилося за температури {\displaystyle T\sim M_{X}}, розмір горизонту на цей момент, розтягнутий у {\displaystyle (1+z)\approx {\frac {T}{T_{0}}}} разів, визначає максимальний сучасний розмір областей, у яких збурення густини пригнічені. Для гарячої темної матерії ({\displaystyle M_{X}\sim 1{\text{ эВ}}}) це значення оцінюється приблизно у 100 Мпк.
У моделях із гарячою темною матерією спочатку формуються найбільші структури — надскупчення, які потім розпадаються на дрібніші — скупчення. Галактики формуються в останню чергу, і цей процес мав би розпочатися відносно нещодавно. Така послідовність формування структур суперечить спостереженням, тому гаряча темна матерія може становити лише незначну частину всієї темної матерії. До цього виду темної матерії могли б належати передусім звичайні нейтрино зі Стандартної моделі — це єдина експериментально підтверджена частинка такого типу.

#### Холодна темна матерія
Якщо частинки темної матерії відокремилися від звичайної речовини, вже будучи нерелятивістськими, тобто {\displaystyle M_{X}\gg T_{d}}, таку темну матерію називають «холодною». Вона є найбільш переважним варіантом з космологічних міркувань: такі частинки рухаються повільно, маючи невелике значення так званої довжини вільного перемішування, тому на початкових етапах розширення Всесвіту флуктуації густини на малих масштабах не пригнічуються, формування великомасштабної структури Всесвіту починається досить рано й відбувається знизу вверх. Максимальний сучасний розмір області, в якій подавлені збурення густини, 0,1 Мпк (розмір карликової галактики), дає нижню межу маси частинок темної матерії в 1 кеВ — такий самий порядок отримується й з інших міркувань, заснованих на оцінках фазової густини частинок темної матерії в карликових галактиках. Результати моделювання еволюції Всесвіту з такими параметрами (у рамках моделі ΛCDM) точно відповідають спостережуваній картині скупчень, галактичних ниток і войдів між ними.
Клас гіпотетичних частинок-кандидатів на роль частинок холодної (тобто масивніших за 1-100 кеВ) темної матерії називається вімп (від англ. WIMP — weakly interacting massive particle, слабовзаємодіюча масивна частинка). Зараз цей термін використовується в більш вузькому значенні, ніж спочатку, і передбачає тільки частинки, які повинні піддаватися слабому взаємодії.
У рамках моделі холодної темної матерії, однак, виникають труднощі при описі внутрішніх, центральних областей гало, серед яких найбільш серйозними є:
- Проблема Каспів — суперечність між результатами числового моделювання розподілу густини й експериментальними даними. Числове моделювання розподілу холодної темної матерії вказує на те, що вона утворює касп або сингулярність в центрі галактики, однак прямі астрономічні спостереження показують протилежну картину.
- Проблема дефіциту карликових галактик (також відома як «проблема зниклих карликових галактик-супутників»). Суть її в тому, що число карликових галактик (відносно числа звичайних галактик) на цілий порядок менше числа, яке повинно бути згідно з моделюванням за ієрархічним розподілом структур темної матерії.

#### Тепла темна матерія
Тепла темна матерія, як і гаряча, була релятивістською в момент виходу з рівноваги з баріонною речовиною, тобто виконувалося умови {\displaystyle M_{X}\leq T_{d}}. Однак маса її частинок MX складала більше 1 еВ, і на момент переходу від радіаційно-домінованої до пилоподібної стадії розширення Всесвіту, релятивістськими вони вже не були. Оскільки ріст збурень густини на цих стадіях відбувається суттєво по-різному і сильно залежить від того, чи є темна матерія на пилоподібній стадії (перехід до якої стався саме при температурах порядку 1 еВ) релятивістською, це розходження є принциповим. Флуктуації густини для теплої темної матерії подавляються лише на дуже малих масштабах — на рівні карликових галактик і нижче.

### Розподіл густини
Найчастіше для аналітичного опису форми гало темної матерії використовується профіль Наварро — Френка — Уайта:
{\displaystyle \rho (r)={\frac {\rho _{0}}{{\frac {r}{R_{s}}}\left(1~+~{\frac {r}{R_{s}}}\right)^{2}}},}
де ρ0 — параметр, що визначається густиною речовини Всесвіту в момент формування гало, Rs — характеристичний радіус гало. Це наближення, однак, є дуже неточним у центральних областях галактик, де домінує баріонна матерія. Як точнішу альтернативу пропонували профіль Буркерта:
{\displaystyle \rho (r)={\frac {\rho _{0}r_{0}^{3}}{(r+r_{0})(r^{2}+r_{0}^{2})}},}
де ρ0 — густина в центральній області, r0 — її радіус. Також пропонувалася така, заснована на числовому моделюванні, аналітична форма, як профіль Мура:
{\displaystyle \rho (r)={\frac {\rho _{i}}{\left({\frac {r}{R_{s}}}\right)^{1,5}\left(1~+~{\frac {r}{R_{s}}}\right)^{1,5}}},}
що передбачає ще більш різкий ріст у центральній області, ніж профіль Наварро — Френка — Уайта. Нарешті, була висловлена ідея використовувати профіль Ейнасто:
{\textstyle \rho (r)=\rho _{e}\exp \left(-d_{n}\left(\left({\frac {r}{r_{e}}}\right)^{\frac {1}{n}}-1~\right)\right),}

### Взаємодії між частинками
Згідно з новою гіпотезою, опублікованою в журналі Physical Review Letters у 2024 році, частинки темної матерії можуть взаємодіяти одна з одною через нові, невідомі науці сили, а не лише через сили гравітаційного взаємодії. Це пояснює так звану «проблему останнього парсека» при злитті чорних дір, зокрема при утворенні надмасивних чорних дір, а також сферичну форму гало галактик. Моделювання показало обґрунтованість гіпотези, наразі шукаються експериментальні підтвердження. Можливо, ми знаходимося на шляху до відкриття нового фундаментального взаємодії (П’ята сила), яке необхідне для побудови Теорії Всього.
Деякі теорії темної матерії припускають, що при зіткненні двох частинок темної матерії вони аннігілюють і утворюють спалах матерії та антиматерії. Це може призвести до утворення антигелію, за яким стежить експеримент Alpha Magnetic Spectrometer на борту Міжнародної космічної станції.

## Баріонна й небаріонна темна матерія
Невелика частина темної матерії може виявитися баріонною темною матерією астрономічних тіл, таких, як масивні компактні об'єкти гало (планети, чорні діри, холодні зорі на кшталт коричневих карликів тощо), які складаються зі звичайної матерії, однак випромінюють мало або взагалі не випромінюють електромагнітних хвиль. Як вважають, переважна більшість темної матерії у Всесвіті — не баріонна. Вважається також, що вона не взаємодіє зі звичайною речовиною шляхом електромагнітної взаємодії, тобто частинки темної матерії не несуть електричного заряду. Небаріонна темна матерія включає нейтрино і значну частину інших, поки що гіпотетичних частинок, наприклад таких як аксіони.
На відміну від баріонів темна небаріонна матерія не мала прямого впливу на утворення (синтез) первинних хімічних елементів у ранньому Всесвіті (в епоху нуклеосинтезу), і тому вона виявляється тільки через гравітаційне тяжіння. Однак, якщо частинки темної матерії є суперсиметричними, вони можуть взаємодіяти між собою, утворюючи побічні продукти, такі як фотони й нейтрино, які можна реєструвати.
Небаріонну темну матерію прийнято класифікувати за масою частинок або дисперсійною швидкістю цих частинок (масивніші частинки рухаються повільніше). Згідно з цією класифікацією, темну матерію поділяють на:
- гарячу темну матерію (HDM);
- теплу темну матерію (WDM);
- холодну темну матерію (CDM).

Найширше обговорюються моделі холодної темної матерії, найімовірнішими частинками якої є нейтраліно. Гаряча темна матерія містить маломасивні нейтрино. Холодна темна матерія призводить до «висхідного» ієрархічного формування структури Всесвіту (спочатку формуються малі гравітаційні системи, які «зливаються» і утворюють більші гравітаційні системи), тоді як гаряча темна матерія призводить до «низхідного» формування його структури (початково однорідні гравітаційні системи з часом фрагментуються на менші підсистеми).

## Дані спостережень
Перший доказ на користь існування темної матерії отримав Фріц Цвіккі з Каліфорнійського технологічного інституту в 1933 році. Він застосував теорему віріалу до багатого скупчення галактик у сузір'ї Волосся Вероніки і отримав свідчення про існування невидимої маси. Цвіккі оцінив загальну масу скупчення на основі руху галактик поблизу його краю і порівняв її із видимою масою, оціненою за кількістю галактик і загальною яскравістю скупчення. Він виявив, що розрахована за теоремою віріалу маса приблизно в 400 разів більша за візуально спостережувану. Маси видимих галактик у скупченні було занадто мало для пояснення їхніх орбітальних швидкостей. Цей факт відомий як «проблема прихованої маси». Цвіккі зробив висновок, що існує якась невидима форма матерії, яка забезпечує достатню масу, а отже і гравітацію, що не дозволяє скупченню розлітатись.
Велика частка доказів існування темної матерії походить із вивчення рухів галактик. Багато з них є досить однорідними, і тому, згідно з теоремою віріалу, загальна кінетична енергія має становити половину від загальної гравітаційної енергії галактик. Проте спостереження свідчать, що кінетична енергія значно більша. Зокрема, покладаючи, що гравітаційна маса зумовлена лише видимою матерією галактики, приходимо до висновку, що зорі, далекі від центру галактики, матимуть набагато більші швидкості, ніж ті, які передбачає теорема віріалу. Криві обертання галактик — залежність швидкості обертання від відстані до центру галактик, не може пояснити лише видима матерія. Припущення, що видима матерія становить лише невелику частину галактик, є найпростішим способом пояснити це. Дуже часто галактики виказують ознаки того, що складаються в основному з приблизно сферично-симетричного гало темної матерії та видимої матерії, зосередженої в диску. Низька поверхнева яскравість карликових галактик є важливим джерелом інформації для вивчення темної матерії, так як вони мають надзвичайно низьке співвідношення вмісту видимої матерії до темній матерії. У них є кілька яскравих зір у центрі, які за відсутності темної матерії привели б до зовсім іншої спостережуваної кривої обертання віддалених від центру зірок.
Згодом й інші спостереження вказали на наявність темної матерії у Всесвіті. Ці спостереження включають:
- швидкості обертання галактик, визначені за доплерівськими зміщеннями у їх спектрах;
- гравітаційне лінзування фонових об'єктів скупченнями галактик;
- розподіл температури та інтенсивності гарячого газу в галактиках і скупченнях галактик;
- динамічні характеристики Всесвіту, такі як стала Габбла та параметр прискорення;
- анізотропія температури та поляризації реліктового випромінювання;
- великомасштабна структура Всесвіту тощо.

Темна матерія відіграє центральну роль у моделях формування великомасштабної структури та еволюції галактик і має помітний вплив на анізотропію температури та поляризації реліктового випромінювання. Усі ці дані свідчать про те, що галактики, скупчення галактик і Всесвіт у цілому містять набагато більше матерії, ніж та, яка взаємодіє з електромагнітним випромінюванням. Велика частина темної матерії, яка не взаємодіє з електромагнітним випромінюванням, є не тільки «темною» (не випромінює світло), а, за визначенням, абсолютно прозорою (не поглинає і не розсіює світло).
Хоча темна матерія відіграє важливу роль у космології, прямі докази її існування і конкретного розуміння її природи залишаються недосяжною метою[джерело?]. Гіпотеза про існування темної матерії залишається найбільш широко прийнятною для пояснень спостережуваних аномалій в обертанні галактик, однак розглядаються і альтернативні підходи, які загалом відносяться до категорій квантових та модифікованих класичних теорій гравітаційної взаємодії.
Спостереження гравітаційного лінзування фонових галактик скупченнями галактик дають прямі оцінки повної маси скупчень разом з темною матерією. У скупченнях, таких як Abell 1689, ефектами лінзування підтверджено наявність значно більшої маси від тієї, що світиться.

### Криві обертання галактик
За 40 років після першого спостереження Цвіккі, жодні інші спостереження не показали, що відношення маси галактик (в одиницях маси Сонця) до їх світності (в одиницях світності Сонця) значно відрізняються від одиниці. Наприкінці 1960 і на початку 1970-х років, Вера Рубін, молодий астроном відділу земного магнетизму Інституту Карнегі у Вашингтоні, представила результати вимірювання кривих обертання зір у спіральних галактиках, видимих із ребра, отримані за допомогою чутливого спектрографа, який забезпечував вищу точність, ніж раніше. Разом із іншими співробітниками Рубін встановила, що більшість зір у спіральних галактиках рухаються по різних віддалених від центра орбітах приблизно з однаковою швидкістю, що вказувало на неперервний розподіл речовини за межами основної частини зоряної складової галактик (балджу галактик). Ці результати дозволяли припустити, що або ньютонівська гравітація не застосовується повсюдно або, що понад 50 % маси галактик містяться у відносно темних гало. Згодом інші астрономи почали підтверджувати ці результати, і незабаром стало зрозуміло, що більшість галактик насправді мають «темну матерію»:
- Галактики з низькою поверхневою яскравістю (LSB): Ймовірно, у них скрізь домінує темна матерія, зоряна складова має невеликий вплив на криві обертання. Така властивість дуже важлива, оскільки дозволяє уникнути труднощів, пов'язаних з розділенням внеску темної і видимої матерії у криву обертання.
- Спіральні галактики: Для кривих обертання галактик, поверхні яких мають низьку та високу світність, отриманий універсальний профіль густини, який може бути виражений у вигляді суми експоненційного тонкого зоряного диска, і сферичного гало темної матерії з радіусом 'ядра' r0 і густиною ρ0 = 4,5 × 10−2(r0/kpc)−2/3 M⊙pc−3 (де M⊙ позначає масу Сонця, рівну 2 × 1030 kg).
- Еліптичні галактики: існування темної матерії у цих галактиках можна довести за допомогою гравітаційного лінзування. Рентгенівське випромінювання свідчить про наявність гарячих газів, чия гідростатична рівновага свідчить про існування темної матерії. В деяких еліптичних галактиках швидкості зір на околицях є низькими, що може свідчити про відсутність гало темної матерії. Однак моделювання злиття дискових галактик, під час якого формується еліптична галактика, свідчать, що зорі під дією припливних сил можуть набути малих швидкостей за наявності гало темної матерії. Необхідні додаткові дослідження, щоб прояснити цю ситуацію.

Моделювання гало темної матерії вказують на дещо крутіші профілі густини, ніж ті, що отримуються із спостережень, що є проблемою для космологічних моделей із темною матерією на найменших масштабах галактик з 2008 року. Однак, це може бути причиною того, що в областях зореутворення можуть виникати відтоки газу, які можуть змінити розподіл темної матерії. Останні моделювання карликових галактик, що враховують такі процеси, свідчать, що вибухи наднових приводять до витікання газу з малим кутовим моментом із центральної області галактики. Це гальмує формування балджу галактики і більш ніж на половину зменшує густину темної матерії в центральній області розміром кілька кілопарсек. Ці результати узгоджуються із спостереженнями карликових галактик. Таких розбіжностей не існує на великих масштабах та в інших областях гало галактик[джерело?].
Винятками із цієї загальної картини є галактики, для яких відношення маси до світності близьке до зоряного. На сьогодні[коли?] вже проведені численні спостереження, які вказують на наявність темної матерії в різних частинах космосу. Разом із результатами Вери Рубін для спіральних галактик та результатами Цвіккі для скупчень галактик, зібрані спостережувані свідчення існування темної матерії привели до того, що більшість астрофізиків почали погоджуватись з її існуванням.

### Дисперсія швидкостей галактик
У астрономії дисперсія швидкостей σ є середньоквадратичною швидкістю групи об'єктів, таких як скупчення зір в галактиці.
Новаторська робота Рубін витримала випробування часом. Вимірюванням кривих швидкості зір у спіральних галактиках незабаром додались вимірювання дисперсії швидкості в еліптичних галактиках. Хоча іноді трапляються об'єкти з малим відношенням маси до світності, вимірювання як і раніше вказують на відносно високий вміст темної матерії. Аналогічні вимірювання дисперсії швидкості дифузного міжзоряного газу на краю галактики вказують не тільки на розподіл темної матерії, що виходить за межі галактик, але також, що галактики віріалізовані (тобто гравітаційно зв'язані, з орбітальними швидкостями, передбаченими загальною теорією відносності) у межах областей, що вдесятеро більші від їх видимих радіусів. Це призвело до зростання частки темної матерії від 50 %, як це показували вимірювання Рубін, до прийнятого тепер значення близько 95 %. Є місця, де вміст темної матерії, як здається, є незначним або де вона повністю відсутня. Кулясті скупчення зір мають мало доказів того, що вони містять темну матерію, хоча їх орбітальні взаємодії з галактиками дійсно мають докази галактичної темної матерії. Деякий час здавалось, що вимірювання траєкторій зір свідчать про концентрацію темної матерії в диску Чумацького Шляху, однак, тепер[коли?] з'ясовано, що висока концентрація баріонів матерії в диску Галактики (особливо, в міжзоряному середовищі) може пояснити цей рух. Галактичні профілі густини, вочевидь, відрізняються від профілів світності. Типова модель галактик передбачає, що віріалізоване гало темної матерії має сферичний розподіл. Нещодавні дослідження, виконані у січні 2006 р. в університеті Массачусетсу у Емгерсті[джерело?], пояснили раніше незрозуміле викривлення диску Чумацького Шляху, як результат взаємодії з Великою і Малою Магеллановими хмарами і вказали на те, що маса Чумацького Шляху у 20 разів більша за масу видимої у ньому матерії.
У 2005 році астроном з Університету Кардіффа заявив, що знайшов галактику, що майже повністю складається з темної матерії. Вона розташована за 50 мільйонів світлових років від Землі у скупчені Діви і отримала позначення VIRGOHI21. Незвично, однак VIRGOHI21 не містить ніяких видимих зір: її помітили за радіоспостереженнями в лінію водню. Базуючись на кривих обертання, вчені вважають, що цей об'єкт містить приблизно в 1000 разів більше темної матерії, ніж водню, і що загальна маса цієї галактики в 10 раз менша від маси нашої Галактики. Для порівняння, Чумацький Шлях, як вважають, містить приблизно в 10 разів більше темної речовини, ніж звичайної. З моделі Великого Вибуху і формування структури Всесвіту випливає, що таких темних галактик у Всесвіті має бути дуже багато, але ніхто раніше їх не виявляв. Якщо їх існування підтвердиться, це стане вагомим доказом для теорії формування галактик і створить проблеми для альтернативного пояснення темної матерії[джерело?].
Є кілька галактик, профілі швидкості яких вказують на відсутність темної матерії (такі як NGC 3379). Існують докази того, що малих галактик від 10 до 100 разів менше, ніж це передбачає теорія формування галактик в моделях із холодною темною матерією. Це відомо як «проблема карликових галактик»[джерело?].

### Скупчення галактик і гравітаційне лінзування

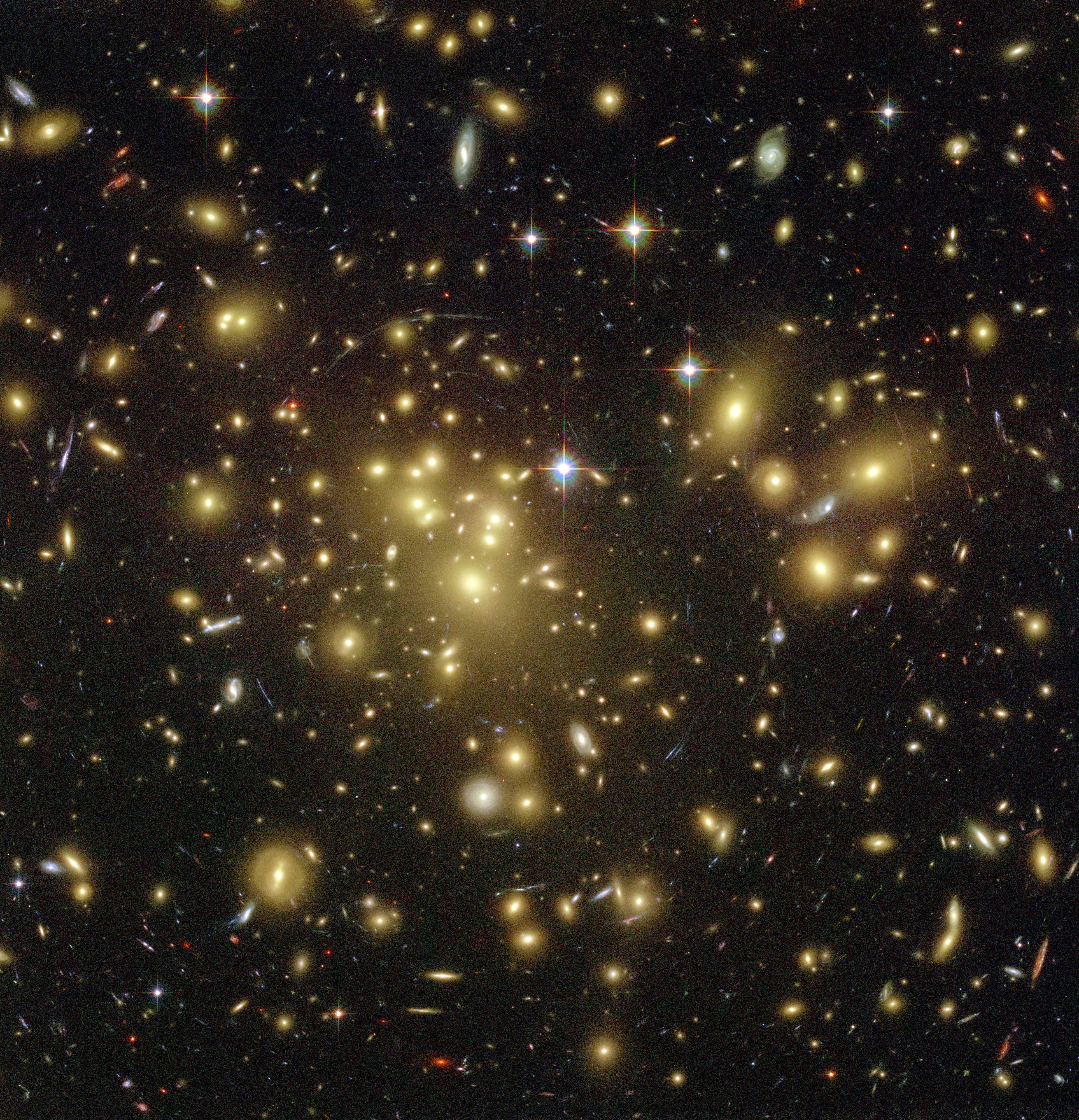
Сильне гравітаційне лінзування виявлене телескопом Габбла в скупченні галактик Abell 1689 свідчить про наявність у ньому темної матерії — знімок покращений для кращої видимості арок — ефекту сильного лінзування.

Сильне гравітаційне лінзування, яке спостерігав космічний телескоп Габбла в скупчені Abell 1689, вказує на наявність темної матерії.
Гравітаційна лінза утворюється, коли світло від дуже далекого, яскравого джерела (наприклад, квазару) проходить поблизу масивного об'єкта (такого як скупчення галактик), що перебуває між самим об'єктом і земним спостерігачем. Це явище відоме як гравітаційне лінзування.
Як відомо, темна матерія є домінантною складовою скупчень галактик. Вимірювання рентгенівського випромінювання гарячого міжгалактичного газу узгоджується з оцінками Цвіккі щодо відношення маси темної матерії до маси видимої матерії в пропорції майже 10 до 1. Спостереження, що проводять за допомогою космічних апаратів (таких як Chandra X-Ray Observatory), дають можливість отримувати незалежні оцінки мас скупчень.
Скупчення галактик Abell 2029 складається з тисяч галактик, оповитих хмарою гарячого газу. Маса темної матерії в ньому еквівалентна більш ніж 1014 мас Сонця. У центрі цього скупчення є величезна галактика еліптичної форми, яка, як вважають, утворилася шляхом злиття багатьох дрібних галактик. Вимірювання орбітальних швидкостей галактик у скупченнях галактик узгоджується з попередніми доказами існування темної матерії.
Іншим важливим інструментом для майбутніх спостережень темної матерії є гравітаційне лінзування. Лінзування є ефектом передбаченим в рамках загальної теорії відносності. На його основі можна оцінювати маси об'єктів не покладаючись на їх динаміку, і тому лінзування є незалежним засобом вимірювання впливу темної матерії. При сильному лінзуванні, при проходженні світла фонових галактик через гало гравітаційної лінзи, відбувається спотворення їхнього зображення на дуги. Це явище спостерігається навколо декількох далеких скупчень, в тому числі навколо Abell 1689. Вимірювання геометричних параметрів спотворень дозволяють оцінити масу гравітаційної лінзи (скупчення галактик), яке їх спричинило. Отримані для десятків скупчень на основі гравітаційного лінзування співвідношення маса—світність узгоджуються із оцінками вмісту темної матерії із їх динамічних властивостей.
Ще одна методика, розроблена протягом останніх[коли?] 10 років, має назву слабкого гравітаційного лінзування і ґрунтується на статистичному аналізі хвилинного спостереження викривлення галактик. Вивчаючи видиму деформацію зсуву фонових сусідніх галактик, астрофізики можуть отримати середній розподіл темної матерії за допомогою статистичних методів і визначити співвідношення маса-світність, передбачене на основі інших спостережуваних характеристик великомасштабної структури. Два методи гравітаційного лінзування застосовані поряд з іншими методами виявлення темної матерії до різних об'єктів спостереження, дають переконливі докази того, що темна матерія дійсно існує як основний компонент Всесвіту[джерело?].
Найочевиднішим спостережуваним доказом існування темної матерії на сьогодні є скупчення галактик «Куля». У більшості областей Всесвіту темна і видима матерія перебувають разом, як і слід було очікувати через їх взаємне гравітаційне притягання. Однак скупчення «Куля» є насправді зіткненням двох скупчень галактик, що супроводжується просторовим розділенням темної і баріонної матерії. Рентгенівські спостереження показують, що більша частина баріонної матерії (у вигляді газу або плазми) зосереджена в центрі системи. Електромагнітні взаємодії між частинками газу змусили їх уповільнитись і оселитися поблизу точки удару. Проте, спостереження слабкого гравітаційного лінзування цієї системи показали, що велика частина маси перебуває за межами центральної частини баріонного газу. Так сталось тому, що частинки темної матерії є слабовзаємодіючими, під час зіткнення їх групова швидкість не перетворилась на теплову, і вони продовжили рухатись за інерцією. На відміну від галактичних кривих обертання, цей доказ існування темної матерії не залежить від ньютонівської гравітації, і є прямим доказом існування темної матерії. В іншому скупчені галактик, відомому як Train Wreck / Abell 520, просторовий розподіл темної матерії також значно відрізняється від розподілу галактик і газу.

### Реліктове випромінювання
Реліктове випромінювання відкрили 1964 року. Відтоді було проведено чимало вимірювань параметрів реліктового випромінювання, найвідомішими з яких є вимірювання космічним апаратом NASA Cosmic Background Explorer (COBE). Саме COBE у 1992 році вперше виявив флуктуації (анізотропію) температури реліктового випромінювання (РВ) з достовірністю «1σ» (тобто 68 %). Протягом наступного десятиліття анізотропію РВ досліджували у великій кількості наземних і балонних експериментів. Основною метою цих експериментів було вимірювання положення першого акустичного піку у спектрі потужності кутової анізотропії РВ, для яких COBE не мав достатнього обладнання. У 2000—2001 роках ряд експериментів, у першу чергу BOOMERanG, виявив шляхом вимірювання типових кутових розмірів (розмір на небі) анізотропії, що Всесвіт є просторово-плоским. У 1990-х роках чутливість вимірювальних приладів зросла, і до 2000 року у експерименті BOOMERanG було встановлено, що максимум амплітуди коливань у спектрі спостерігається на масштабах приблизно один градус. Ці результати винесли вирок теорії, у якій космічні струни були джерелом формування великомасштабної структури, і натомість була запропонована космічна інфляція.
Низка наземних інтерферометрів вимірювали коливання температури РВ з високою точністю протягом наступних трьох років. Серед них — Very Small Array, Degree Angular Scale Interferometer (DASI) і Cosmic Background Imager (CBI). DASI вперше виявив поляризацію реліктового випромінювання, а CBI вперше отримав E-моду спектру поляризації і докази того, що вона перебуває не у фазі з T-модою спектру. Наступник COBE, Wilkinson Microwave Anisotropy Probe (WMAP), надав найдетальніші вимірювання (великомасштабної) анізотропії реліктового випромінювання з 2009 року. За результатами вимірювань WMAP, що відіграють ключову роль у становленні сучасної стандартної моделі космології, а саме моделі Lambda-CDM плоского Всесвіту, домінує темна енергія, доповнена темною матерією і атомами з флуктуаціями густини, що мають гаусівський розподіл, є адіабатичними та масштабно інваріантними. Основні властивості Всесвіту визначають п'ять параметрів: густина речовини, густина атомів, вік Всесвіту (або, що еквівалентно, постійна Габбла), амплітуда початкових коливань і її залежність від масштабу. Ця модель також вимагає існування епохи космічної інфляції.
Дані WMAP дозволили виключити низку космологічних моделей, фактично підтвердивши одну із них — модель Лямбда-CDM.
Таким чином, теорія Великого Вибуху має задовольняти усі наявні астрономічні спостереження, зокрема РВ. У космології реліктове випромінювання виникло під час Великого вибуху, спочатку мало температуру тисячі Кельвінів, згодом охололо до трьох Кельвінів внаслідок розширення Всесвіту за останні тринадцять мільярдів років. Анізотропія реліктового випромінювання пояснюються як акустичні коливання у фотон-баріонній плазмі, яка проіснувала до моменту рекомбінації — приблизно 379 000 років після Великого Вибуху. Спектр потужності анізотропії реліктового випромінювання має великий основний (перший) пік і менші за амплітудою наступні піки. Основний пік вказує, в основному, на вміст баріонної матерії, тоді як третій пік, в основному, свідчить про вміст темної матерії.

### Огляди неба і акустичні коливання
Акустичні коливання фотонно-баріонної плазми у ранньому Всесвіті залишили свій слід у просторовому розподілі видимої матерії у вигляді так званих баріонних акустичних осциляцій (БАО), які можуть бути виявленні за даними оглядів неба, таких як Слоанівський цифровий огляд неба (SDSS) і 2dF Galaxy Redshift Survey (2dFGRS). Їх виміри узгоджуються з даними анізотропії температури і поляризації реліктового випромінювання, отриманими космічним телескопом WMAP, щодо обмежень на параметри космологічної моделі та відносний вміст темної матерії. Хоча дані анізотропії температури і поляризації РВ і БАО і зумовлені акустичними коливаннями у фотонно-баріонній плазмі у ранньому Всесвіті, проте спостерігаються у різні епохи.

### Вимірювання відстаней до наднових типу Ia
Наднові типу Ia можна використовувати як «стандартна свічка» для вимірювання фотометричних відстаней до віддалених галактик, а великі масиви даних таких вимірів можуть бути використані для обмеження космологічних моделей. Зокрема, вони накладають обмеження на густину темної енергії ΩΛ= ~0.713 для плоскої Lambda-CDM моделі Всесвіту і параметру стану w для квінтесенційних моделей Всесвіту. Ці дані узгоджуються із даними спостережень РВ космічним телескопом WMAP щодо вмісту темної матерії.

### Ліс Лайман-альфа
У астрономічній спектроскопії ліс Лайман-альфа є сумою зміщених відповідно до закону Габбла Лайман-альфа ліній поглинання нейтрального водню, неоднорідно розподіленого уздовж променя зору на шляху світла, що йде від далеких галактик чи квазарів. Спостереження Лайман-альфа лісу використовують для обмежень параметрів космологічних моделей. Ці дані узгоджуються з даними спостережень РВ космічним телескопом WMAP щодо вмісту темної матерії.

## Реєстрація частинок темної матерії

### Прямі методи реєстрації частинок темної матерії
Прямі методи реєстрації частинок темної матерії ґрунтуються на спробах реєстрації іонізації та/або збудження речовини детектора ядрами віддачі, що можуть утворюватися у результаті взаємодії частинок темної матерії.
Найточніші експерименти сьогодні виконуються у підземних лабораторіях, щоправда, поки безуспішно, і використовують такі методи:
- напівпровідникові германієві детектори (Heidelberg-Moscow, IGEX, TEXONO);
- кріогенні болометри (CRESST, CDMS, EDELWEISS, EURECA));
- детектори на інертних газах (ZEPLIN, XENON, WARP);
- сцинтиляційні детектори з кристалами NaI(Tl) (DAMA/LIBRA) і CsI(Tl) (KIMS).

Пошук темної матерії також здійснюється за допомогою сучасних спектрографів, наприклад за допомогою спектроскопічного приладу темної енергії (Dark Energy Spectroscopic Instrument, DESI), побудованого та введеного до експлуатації в 2020 році за співпраці між декількома країнами: США, Великобританії, Франції, Іспанія та Мексики.
На початку грудня 2023 року, у Китаї почала працювати найглибша і найбільша у світі лабораторія з пошуку темної матерії. Робочі приміщення загальним обсягом 330 000 м³ створено на глибині 2400 м під гірським масивом Цзіньпін у Ляншань-Ійському автономному окрузі провінції Сичуань. На об'єкті вже працюють 10 дослідницьких груп, до складу яких входять вчені з університетів Цінхуа, Шанхай Цзяо Тун та Пекінського педагогічного університету.

### Непрямі методи реєстрації частинок темної матерії
Непрямим методом пошуку темної матерії є, наприклад, новий метод, коли замість прямого спостереження темної матерії, японські вчені спостерігали її, реєструючи гравітаційний вплив на видиму матерію.
У лютому 2023 року, група дослідників з Кіотського університету розробила експериментальний метод дослідження надлегкої темної матерії, застосовуючи технологію зондування міліметрових хвиль в кріогенних умовах, що характеризується низьким тепловим шумом. Так, під час дослідження спеціальний приймач міліметрового діапазону охолоджувався до –270°С для придушення теплового шуму і розміщення слабких фотонів перетворення. Цей кріогенний приймач використовується для пошуку DPDM з діапазоном мас близько 0,1 МеВ. «Ми досягли експериментальних параметрів для недослідженого діапазону мас темної матерії з темних фотонів (англ. — dark photon dark matter, DPDM) за допомогою нових методів, які раніше не випробували в цій області», — пояснив Шунсуке Адачі, провідний автор дослідження.

## Альтернативні теорії

### Модифікована ньютонівська динаміка
Для повноти картини та полегшення порівняння з результатами інших досліджень, науковці в ході того ж дослідження, результати якого були викладені в The Astrophysical Journal, також розглянули альтернативну точку зору, засновану на модифікованій ньютонівській динаміці (MOND). У цій інтерпретації не береться до уваги компонент темної матерії, а дробова гравітація приписується баріонній матерії. Основна ідея полягає в тому, що, подібно до оригінальної версії MOND або інших модифікованих теорій гравітації, реалістичність теорії загальної відносності може бути відтворена баріонами в рамках теорії дробової гравітації. Тому астрофізики повторно провели аналіз, спираючись на методологічні вимоги модифікованої гравітації. У дослідженні враховано незначні внески від будь-яких випуклостей або газових компонентів у складених досліджуваних систем. Вільні параметри моделі включали масу диска (Md), дробовий індекс (s) і масштаб дробової довжини (ℓ).

### Теорія дробової гравітації
В новому дослідженні, опублікованому у травневому номері 2023 року наукового журналу The Astrophysical Journal, група вчених запропонувала нову теорію темної матерії в галактиках, яка ґрунтується на концепції дробової гравітації. За цього погляду, темну матерію породжує гравітаційне поле, яке описується модифікованим рівнянням Пуассона, включно з дробовими похідними (тобто похідними нецілого типу), що описують нелокальні ефекти. Дробовий розрахунок — це розгалуження математики, які застосовується для опису різних фізичних явищ, що підлягають нелокальній поведінці у просторі й часі.
Вчені продемонстрували, що в дробовій гравітації динаміка пробної частинки в потенціалі, породженому стандартним профілем щільності Наварро-Френка-Вайта (який вважають репрезентативним наближенням для профілю щільності для гало з невзаємодіючою темною матерією), суттєво змінюється порівняно з ньютонівським випадком. Дослідники використали комплексний набір даних, що охоплює кілька галактичних систем, проаналізувавши їхні криві обертання (КО), щоб визначити вплив темної матерії. Результати показали, що теорія дробової гравітації не тільки краще узгоджується зі спостережуваними даними, на що вказує значне покращення значень хі-квадрат, але й дає сильно від'ємні значення баєсівського інформаційного критерію. Ці від'ємні значення вказують на явну перевагу дробової гравітації над ньютонівським випадком у баєсівському статистичному сенсі.
Одним з особливо вартих уваги прикладів є аналіз руху карликових галактик, де внесок баріонної матерії в динаміку вважається незначним. Тут ньютонівська модель намагалася відтворити внутрішню частину галактичних гало через стрибкоподібну поведінку розподілу густини Наварро-Френка-Вайта (NFW), що історично створювало проблеми, відомі як проблема стрибкоподібного ядра. На противагу цьому, модель дробової гравітації суттєво змінила динаміку, дозволивши профілю густини NFW точно відтворити спостережуваний внутрішній РК. Це дивовижне узгодження випливає з того факту, що гравітаційний потенціал, генерований густиною NFW у дробовій гравітації, імітує розподіл густини ядра, наприклад, псевдоізотермічну сферу, у ньютонівській гравітації. Однак, як застерігають дослідники, у більш масивних галактиках, де вплив баріонної матерії стає все більш значним і зрештою домінує над темною матерією до певного радіуса (ропта), докази на користь дробової гравітації слабшають. У таких системах підходи, отримані на основі теорії дробової та ньютонівської гравітації, демонструють разючу подібність, хоча все ще існує помітна розбіжність в оцінках повної маси. Дослідники підкреслюють необхідність точніших спостережень, що охоплюють розширений радіальний діапазон, щоб зробити остаточні висновки щодо впливу дробової гравітації на масивні спіралі.
Це дослідження стало важливим кроком вперед у нашому розумінні динаміки гало, проливаючи світло на переваги прийняття теорії дробової гравітації. Надаючи точніший опис кривих обертання галактик, дробова гравітація відкриває нові шляхи для вивчення природи темної матерії та її ролі у формуванні великомасштабної структури Всесвіту. Подальші дослідження та уточнені спостереження, безсумнівно, продовжать розширювати знання в цій галузі досліджень.

### Відео
- Денис Ільченко,  Темна матерія: історія, теорія і сьогодення на YouTube, канал НДІ астрономії Харківського університету
- Темна матерія - Всесвіт UA
- Що, якщо 1 мікрометр Темної матерії потрапить у ваше тіло? - Riddle UA